# مانولو سايث
مانولو سايث (بالإسبانية: Manolo Saiz)‏ ولد بتاريخ 16 أكتوبر 1959، هو دراج سابق.